# V. Dakshinamoorthy

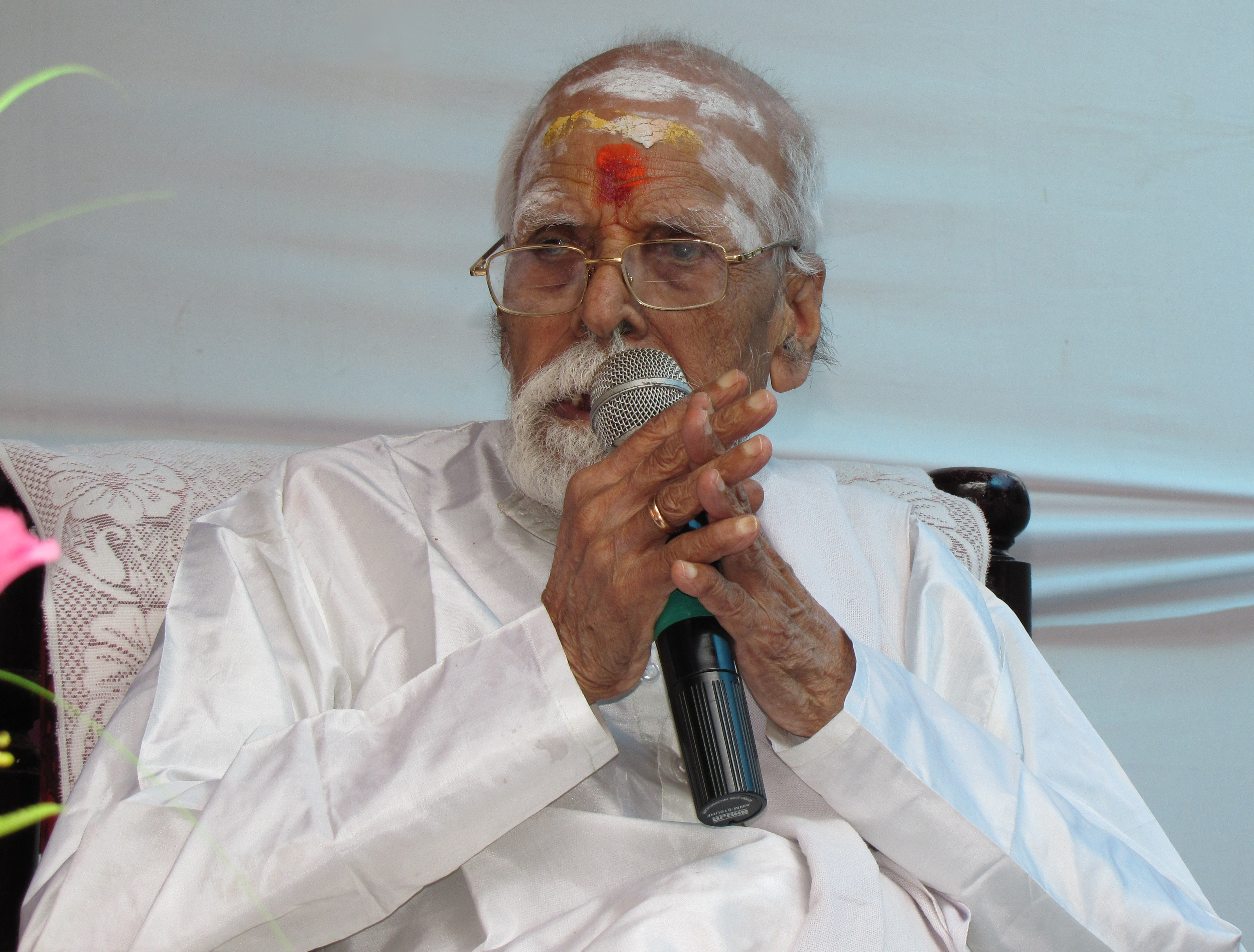
V. Dakshinamoorthy

V. Dakshinamoorthy (Malayalam: വി ദക്ഷിണാമൂര്ത്തി (9 de diciembre de 1919 - 2 de agosto de 2013) fue un músico carnático veterano y director musical de Malayalam, Tamil y películas en hindi, sobre todo en películas Malayalam. Ha clasificado las canciones de más de 125 películas. Tiene en su haber 859 canciones compuestas en un período de 50 años.

## Biografía
Dakshinamoorthy nació el 9 de diciembre de 1919, en el distrito de Alappuzha, Kerala (Travancore, India británica), como Venkateswaran Dakshinamoorthy, sus padres fueron D. Venkateswara Iyer y Parvathi Ammal. Su interés por la música se debe a su madre, que le enseñó kirtan de Thyagaraja Swamikal cuando todavía era un niño. Después de terminar S.S.L.C., aprendió música carnática de Venkatachalam Potty en Trivandrum.
Aprendió más sobre la música carnática y se convirtió en un experto de la misma. Debutó en el cine con Nalla Thanka, producido por Kunchacko y K. V. Koshy bajo la bandera de K & K Productions. El héroe de la película fue Augustin Joseph, padre del conocido cantante K. J. Yesudas. La película también tenía canciones cantadas por Augustin.

## Premios
- 2010 - Ramashramam Unneerikutty Award
- 2010 - Honorary Doctorate por Mahatma Gandhi University[3]
- 2007 - Swaralaya Yesudas Award
- 1998 - Kerala State Film Award for Lifetime Achievement - J. C. Daniel Premio a la Trayectoria del Gobierno de Kerala
- 1971 - Kerala State Film Award for Best Music Director